# Yale Law School
Facultatea de Drept Yale (în engleză Yale Law School sau YLS) face parte din cadrul Universității Yale, din New Haven, Connecticut, Statele Unite ale Americii. Fondată în anul 1824, Facultatea de Drept Yale oferă următoarele niveluri de calificare: Juris Doctor (J.D.), Master of Laws (LL.M.), Doctor of Juridical Science (J.S.D.), Master of Studies in Law (M.S.L.) și Doctor of Philosophy (Ph.D.). Procesul de selecție al studenților în cadrul acestei facultăți este cel mai greu, deoarece facultatea de Drept Yale este foarte mică, dar și cea mai recunoscută și prestigioasă din toată America.